# امی پرز
امی پرز (انگلیسی: Amy Perez؛ زادهٔ ۵ سپتامبر ۱۹۶۹) بازیگر اهل فیلیپین است. وی از سال ۱۹۸۶ میلادی تاکنون مشغول فعالیت بوده است.